# Elias Eisold
Elias Eisold (* 2002 in Dresden) ist ein deutscher Schauspieler.

## Leben
Eisold stammt aus Radeberg (Sachsen). 2020 erlangte er am Humboldt-Gymnasium Radeberg das Abitur.
Elias Eisold besuchte als Jugendlicher verschiedene Schauspielworkshops. Ab 2015 war er bis 2018 Ensemblemitglied der Theaterakademie des Theaters Junge Generation in Dresden. Mit der Produktion Wind tourte er 2017 durch Dresdner Kindergärten. Von 2019 bis 2021 war er Mitglied im Theaterclub „B:Club+Schauspiel“ am Staatsschauspiel Dresden. Seit September 2021 absolviert Eisold ein Schauspielstudium an der Musik und Kunst Privatuniversität der Stadt Wien.
Seit 2017 steht Eisold auch für Film- und TV-Produktionen vor der Kamera. Im Herbst 2018 drehte er unter der Regie von Max Färberböck neben Mavie Hörbiger und Fabian Hinrichs für das TV-Drama Ich brauche euch (Arbeitstitel: Aber ich liebe dich nicht!), in dem er Jani verkörperte, eines der beiden Kinder, deren Mutter getötet wurde, und die nun bei ihrer Tante, die nie eigene Kinder wollte, ein neues Zuhause finden sollen. Neben ihm spielte Geraldine Schlette seine Schwester Alexandra. Der Film hatte seine Premiere im Juni 2019 beim Filmfest München.
2019 war er in der TV-Serie Der Krieg und ich in einer Episodenrolle als Walter zu sehen. In der 5. Staffel der TV-Serie In aller Freundschaft – Die jungen Ärzte (2020) hatte er eine Episodenhauptrolle als besorgter Sohn Tino Hafernagel, der nicht erfahren soll, dass seine getrennten Eltern wieder neu zusammen sind. In der 3. Staffel der TV-Serie Babylon Berlin, die ab Januar 2020 beim Bezahlsender Sky 1 erstausgestrahlt wurde, spielte er neben Emil von Schönfels und Ivo Pietzcker die kleine Nebenrolle des „Katholiken jagenden“ HJlers Wilfried.
In der 16. Staffel der ZDF-Serie SOKO Wismar (2020) übernahm Eisold eine der Episodenhauptrollen als introvertierter Cousin eines getöteten Aussteigers und „containernden“ Öko-Aktivisten. In der 15. Staffel der ZDF-Produktion Notruf Hafenkante (2020) hatte er eine weitere Episodenhauptrolle als tatverdächtiger, minderjähriger Psychotherapiepatient Lars Ahlers. In der 21. Staffel der ZDF-Serie SOKO Leipzig (2020) spielte Eisold eine dramatische Episodenhauptrolle als Schach-Nachwuchsstar Roman Polatkin, der seinen Trainer tötet, um den Selbstmord seiner Freundin zu rächen.
Elias Eisold lebt, nach mehreren Jahren in Dresden, mittlerweile in Wien.

## Filmografie (Auswahl)
- 2019: Ich brauche euch (Fernsehfilm)
- 2019: Der Krieg und ich (Fernsehserie)
- 2020: In aller Freundschaft – Die jungen Ärzte (Fernsehserie, Folge Blickwinkel)
- 2020: Babylon Berlin (Fernsehserie)
- 2020: SOKO Wismar (Fernsehserie, Folge Der Aussteiger)
- 2020: Notruf Hafenkante (Fernsehserie, Folge Freier Fall)
- 2020: SOKO Leipzig (Fernsehserie, Folge Der gefesselte König)
- 2020: Wolfsland: 20 Stunden (Fernsehreihe)
- 2021: Die wahre Schönheit (Kinofilm, als Pedro)
- 2022: Lauchhammer (Fernsehserie)
- 2022: Der Parfumeur (Fernsehfilm, Netflix)
- 2024: Die Kaiserin (Fernsehserie, als junger Fleischergeselle)